# Обла Гориця
Обла Гориця (словен. Obla Gorica) — поселення в общині Шмартно-при-Літії, Осреднєсловенський регіон, Словенія. 
Висота над рівнем моря: 520,2 м.